# کیومرث حیدر

کیومرث حیدر( متولد فروردین ۱۳۳۶ در کرمانشاه)، سیاستمدار کرد اهل ایران و عضو هیئت رئیسه صندوق جمعیت سازمان ملل است. وی هم‌اکنون عضو حزب سوسیال دموکرات سوئد بوده و در این کشور زندگی می‌کند.

## زندگی
کیومرث حیدر در فروردین ۱۳۳۶ در کرمانشاه به دنیا آمد. وی در کرمانشاه به ترتیب در دبستان کورش و حسن خطاط، دبیرستان عبدالحمید زنگنه، هنرستان صنعتی و انستیتو تکنولوژی (رشته راه و ساختمان) تحصیل کرد. وی همچنین در رشته دو و میدانی نیز به فعالیت پرداخته و مقامهایی راکسب کرد. کیومرث حیدر تا ژانویه سال۱۹۸۰ میلادی اندکی پس از انقلاب بهمن ۱۳۵۷ در کرمانشاه زندگی می‌کرد و از این زمان ایران را ترک کرد.

### زندگی در اروپا
کیومرث حیدر در سال ۱۹۸۰ میلادی برای ادامه تحصیل به فرانسه رفت. وی در فرانسه ضمن تحصیل با زنی سوئدی به نام آنالنا ازدواج کرد. حیدر در سال ۱۹۸۱ میلادی به‌همراه همسرش به سوئد مهاجرت نمود. وی در سوئد پس از اتمام تحصیلات ابتدا به عنوان مهندس در شرکتی ساختمانی و سپس از سال ۱۹۹۰ در امور مهاجرین مشغول به کار شد. کیومرث حیدر از سال ۱۹۹۶ میلادی وارد حزب سوسیال دمکرات سوئد شد و در زمینه مسائل مهاجران بارها به عنوان نماینده این حزب در گردهمائی‌های بین‌المللی حضور یافت. حیدر در انتخابات پارلمانی سوئد در سال ۲۰۰۲ میلادی به عنوان عضو علی‌البدل مجلس سوئد انتخاب شد. 
کیومرث در راه‌اندازی و مدیریت چندین پروژه توسعه و مددکاری در کشورهای بوسنی، صربستان، ایران و کنیا سهیم بود. کیومرث حیدر در حال حاضر (اوت ۲۰۰۹ میلادی) در حاشیه کار با پناهندگان و مهاجران عضو هیئت رئیسه صندوق جمعیت سازمان ملل است.

### خانواده
عموی کیومرث حیدر، احمد حیدربیگی، از شاعران انقلابی چپگرا و عضو کانون نویسندگان ایران و پدرش محمد حیدر، از شاعران شناخته‌شده کرد هستند. وی همچنین برادر قباد حیدرنویسنده و شاعر است.